# Château de Kuniyoshi
Le château de Kuniyoshi (國吉城, Kuniyoshi-jō) était un château japonais de type yamashiro (château de montagne) situé dans le bourg de Mihama, dans la préfecture de Fukui au Japon. Construit durant la période Sengoku (1467-1603), ce château est aujourd'hui en ruines.

## Histoire
Le château de Kuniyoshi aurait été construit en 1556 par Katsuhisa Awaya, un vassal du clan Takeda de la province de Wakasa. C'était un château qui défendait la frontière entre la province de Wakasa et la province d'Echizen le long de la côte de la mer du Japon.
En 1563, le clan Asakura attaqua le château de Kuniyoshi, mais Katsuhisa, soutenu par les samouraïs locaux et les habitants, le défendit avec succès. Jusqu'à la chute du clan Asakura en 1573, il repoussa leurs assauts, faisant du château une forteresse imprenable. En 1583, Sadamitsu Akimura, vassal de Toyotomi Hideyoshi, devint seigneur du château et le rénova avec des murs de pierre.
Le château est abandonné au début de l'époque d'Edo. Le site accueillit un bureau de magistrat et prospéra comme station sur la route du Tango-Kaido.